# Liu Bo Wen
Liu Bo Wen (1 de juliol de 1311 — 16 de maig de 1375), nom de cortesia Bowen, més conegut com a Liu Bowen, era un estrateg militar xinès, filòsof, polític i poeta que vivia a l'últim Yuan i les primeres dinasties Ming. Va néixer al Comtat de Qingtian (en l'actualitat Comtat de Wencheng, Wenzhou, Zhejiang). Va servir com a assessor clau de Zhu Yuanzhang (l'emperador Hongwu), el fundador de la dinastia Ming, en la lluita d'aquest últim per enderrocar la Dinastia Yuan i unificar la Xina sota el seu govern. Liu també és conegut per les seves profecies i ha estat descrit com el "xinès diví Nostradamus ". Ell i Jiao Yu coeditaven el tractat militar conegut com el Huolongjing (manual de drac de foc).